# Rachel Blakely
Rachel Leigh Blakely, född 28 juli 1968 på Borneo, är en australisk skådespelare. 
Blakely har bland annat spelat rollen som Glenda Fry (Taylors mamma) i serien Pinsamheter.